# Parada Inglesa (métro de São Paulo)
Parada Inglesa (en portugais : Estação Parada Inglesa) est une station de la ligne 1 (Bleue) du métro de São Paulo. Elle est située sur l'avenida Luís Dumont Vilares, dans le quartier Tucuruvi, zone nord de São Paulo au Brésil.
Mise en service en 1998, elle est exploitée par la Companhia do Metropolitano de São Paulo (CMSP), exploitant de la ligne 1.

## Situation sur le réseau

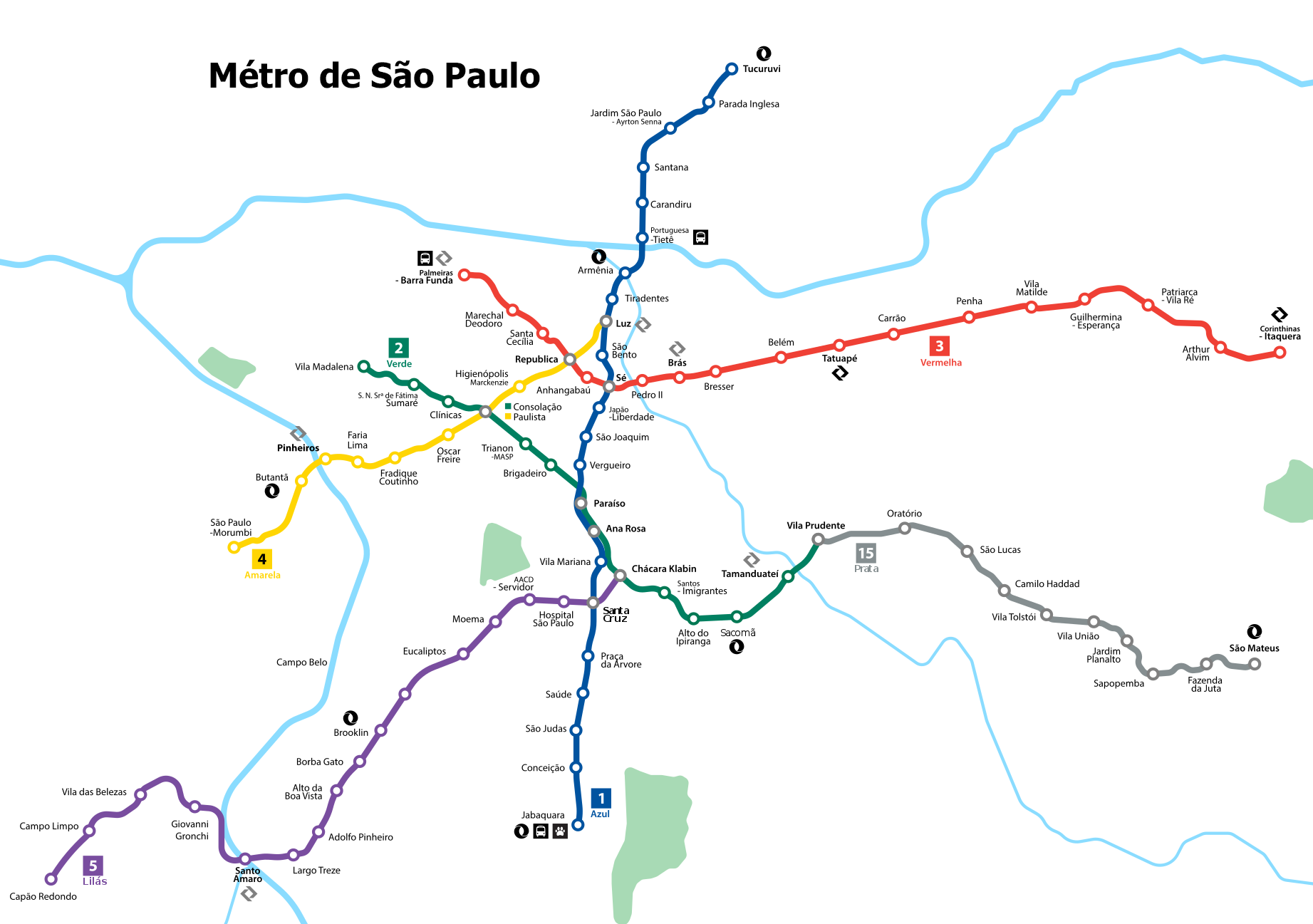
Plan du Métro de São Paulo 2020.

Établie en aérien, Parada Inglesa est une station de passage de la ligne 1 du métro de São Paulo (bleue), située entre la station Tucuruvi, terminus nord de la ligne, et la station Jardim São Paulo-Ayrton Senna, en direction du terminus sud Jabaquara,.
Elle dispose de deux quais latéraux qui encadrent les deux voies de la ligne

## Histoire
Elle fait partie du plan d'expansion nord de la ligne 1, lancé en 1996. Elle devrait s'appeler station Paulicéia, en raison du projet original d'extension au nord du métro. Jusqu'en 1965, dans un endroit très proche, la gare de Parada Inglesa du tramway de Cantareira fonctionnait, désactivée la même année, ce qui a donné le nom de la station.
La station est inaugurée le 29 avril 1998, avec les stations Jardim São Paulo et Tucuruvi. Il s'agit d'une station aérienne à environ 10 m du sol, avec structure en béton apparent, quais latéraux et couverture métallique et 6 635 m2 de surface construite. Elle possède des accès sur la rua Professeur Marcondes Domingues et l'avenida Luís Dumont Vilares, cette dernière est équipée pour les personnes handicapées. Elle dispose également d'une mezzanine de distribution sous les quais, ainsi que d'une intégration avec le terminus d'autobus urbain. Sa capacité de transit est de 20 000 voyageurs par heure, en service de pointe.
Le projet de la station a été l'un des lauréats de la 5e Biennale d'architecture de Buenos Aires, dans la catégorie Prix Spécial Del Jurado. Le nombre moyen de voyageurs entrant dans cette station en 2013 était de 19 000 voyageurs par jour ouvrable, l'une des moins occupées de la ligne 1.

## Services aux voyageurs

### Accès et accueil
Elle dispose d'un accès principal sur l'avenida Luís Dumont Vilares (au croisement avec la rua Inglesa), équipé pour les personnes à la mobilité réduite. Un deuxième accès, secondaire, est situé sur la rua Professeur Marcondes Domingues.

### Desserte

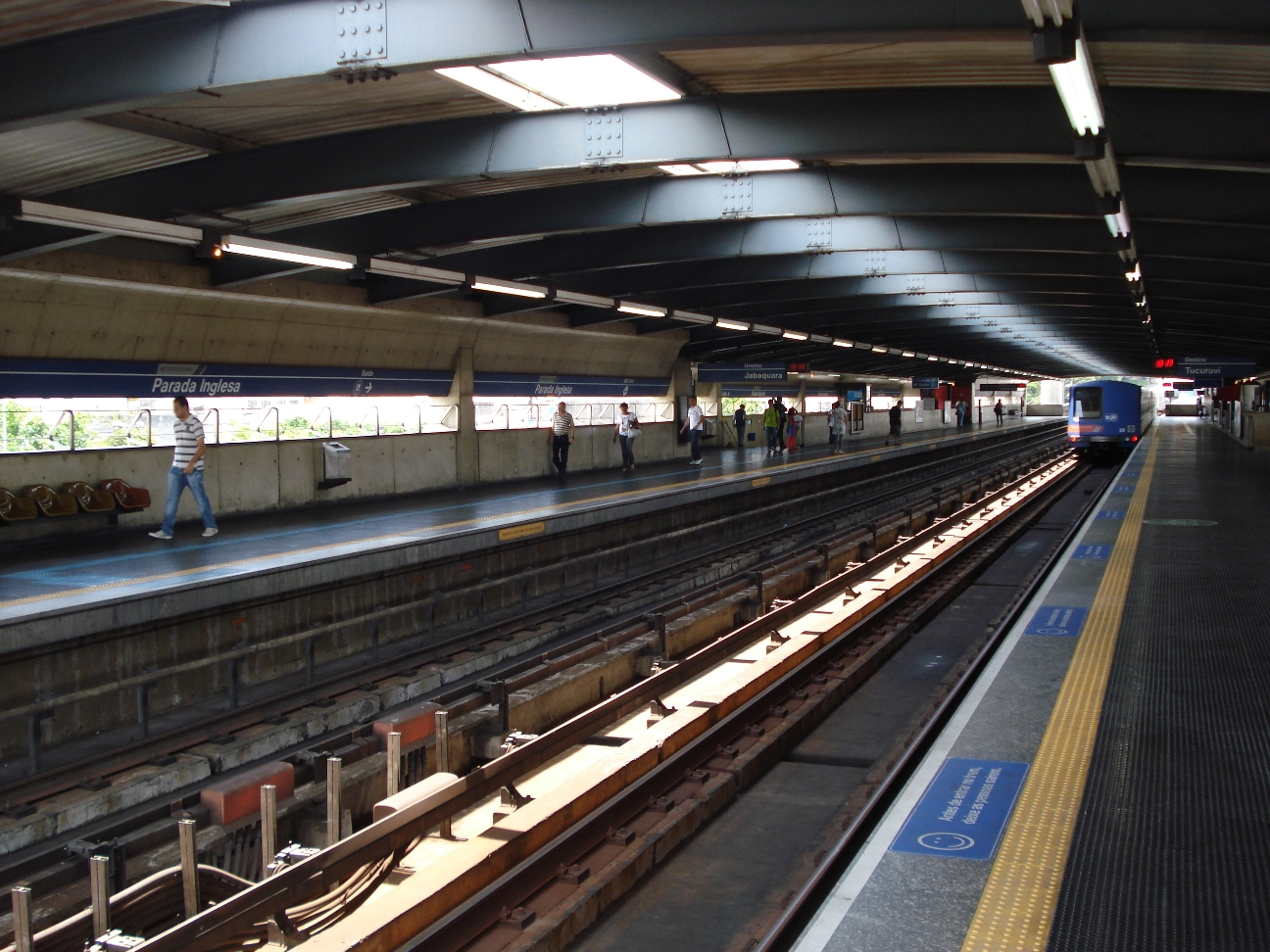
Voies, quais et desserte.

Parada Inglesa est desservie par les rames de la ligne 1 du métro de São Paulo de 4h40 à 00h00.

### Intermodalité
Elle est intégrée à un petit terminus d'autobus, destiné aux lignes locales, et une autre à Mairiporã.